# Géssia (gens)
Géssia (em latim: Gessia, pl. Gessii)  era uma família romana menor, conhecida principalmente no leste da época imperial. Os membros desta gens são mencionados pela primeira vez no final do século II a.C. Embora fossem de posição senatorial, não se sabe que nenhum dos Géssios tenha exercido qualquer posição na magistratura. Acredita-se que o imperador Alexandre Severo descende de um ramo desta família.

## Membros
- Públio Géssio P. f., membro do senado romano em 129 a.C. [1]
- Décimo Géssio, pai do délio Géssio.
- Décimo Géssio D. f., mencionado numa inscrição de Delos, datada de cerca de 125 a.C.
- Lúcio Géssio Optato, construiu um altar para Netuno em Roatto. [2]
- Públio Géssio P. f. Vala, o nome é mencionado numa inscrição encontrada em Preneste, que é datada entre 130 e 81 a.C. [3]
- Públio Géssio P. f., mencionado em um monumento encontrado perto de Viterbo, provavelmente datado de cerca de 50 d.C. [4]
- Públio Géssio P. l. Primo, liberto de Públio Géssio.
- Géssia P. l. Fausta, liberta de Públio Géssio.
- Aulo Géssio foi o magistrado-chefe de Esmirna durante os reinados de Cláudio e Nero. Seu nome está preservado em moedas comemorativas do casamento de Cláudio e Agripina, a Jovem. [5]
- Géssio Floro, procurador da Judeia durante o reinado de Nero. Josefo considera seus numerosos abusos de poder e esforços para desviar a atenção deles como uma das causas da Primeira guerra judaico-romana.
- Marco Júlio Géssio Marciano, procurador, possivelmente na Síria, na última parte do século II d.C. e no início do século III d.C.; ele era possivelmente o pai, ou mais provavelmente o padrasto [6] do imperador Alexandre Severo. Ele foi condenado à morte por ordem de Macrino em 218. [7]
- Marco Júlio Géssio Bassiano, sacerdote dos irmãos arvais durante o reinado do imperador Caracala; possivelmente um irmão de Alexandre Severo.
- Teóclia, irmã de Alexandre Severo.